# Гамзатов, Магомед Усманович
Магомед Усманович Гамзатов (18 ноября 1918, аул Худуц, Кайтаго-Табасаранский округ, Дагестанская область, РСФСР — 16 апреля 2016, Махачкала, Россия) — советский военный, участник Великой Отечественной войны, майор в отставке. Герой Российской Федерации (21 июля 1997 года).
Являлся одним из немногих ветеранов Великой Отечественной войны, награждённых званием Героя России.

## Биография
Родился в ауле Худуц Кайтаго-Табасаранского округа Дагестанской области (ныне Дахадаевского района Дагестана). Даргинец.
С 1932 года работал на бакинских нефтяных месторождениях и вечерами обучал грамоте . С 1938 года снова жил и работал в родном Худуце, преподавал на курсах ликвидации безграмотности. В 1939 году призван в Красную армию, окончил курсы младших командиров. Службу проходил в Белоруссии, командир отделения.
С первого дня Великой Отечественной войны участвовал в боях. Воевал на Западном, Брянском, Центральном, Белорусском фронтах. Участник Сталинградской и Курской битв. Освобождал Белоруссию и Польшу, за форсирование реки Нарев был представлен к званию Герой Советского Союза, однако награждение не состоялось.
В феврале 1945 года был переведён в госпиталь по болезни, затем командирован на Дальний Восток для участия в боевых действиях.
Вернувшись в 1946 году в Дагестан, работал в советских государственных органах Дагестанской АССР. Активно сотрудничал с ветеранскими организациями. Многие годы возглавлял совет инвалидов-участников Великой Отечественной войны Махачкалы. В середине 1990-х годов на основе архивных данных МО СССР журналистами и силами общественности был поднят вопрос о присвоении Гамзатову М. У. высокого звания Героя страны. Указом Президента Российской Федерации в 1997 году Гамзатов стал Героем Российской Федерации.
Похоронен в 2016 году на Аллее Героев на Старом Русском кладбище в Махачкале.

## Награды
- Герой Российской Федерации (21 июля 1997 года)
- орден Красного Знамени (1943 год)
- орден Александра Невского (1945 год)
- орден Красной Звезды
- орден Отечественной войны I степени (11 марта 1985 года)
- медаль «За отвагу»
- другие медали